# Beit Hanina

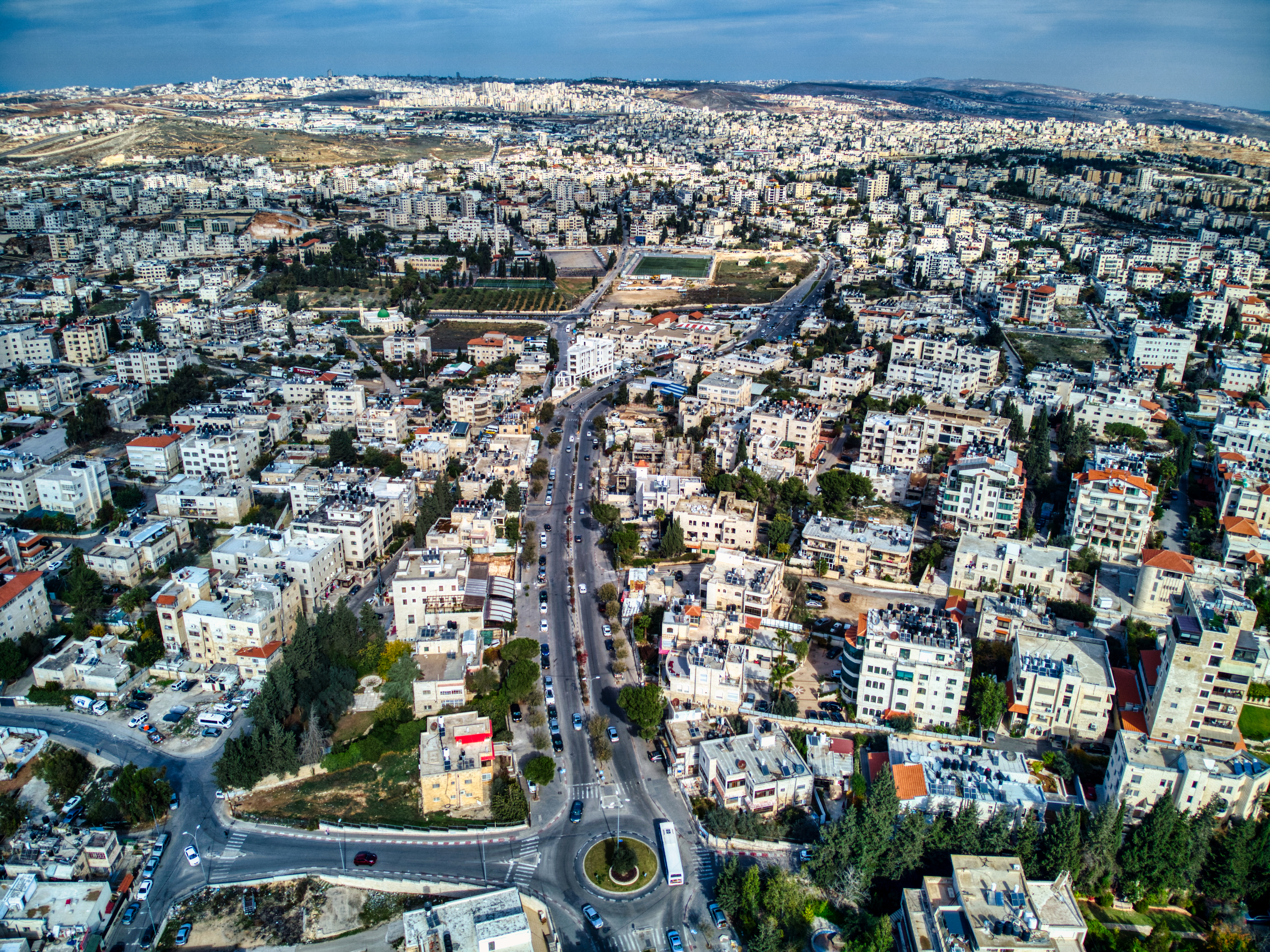
Luftaufnahme 2022

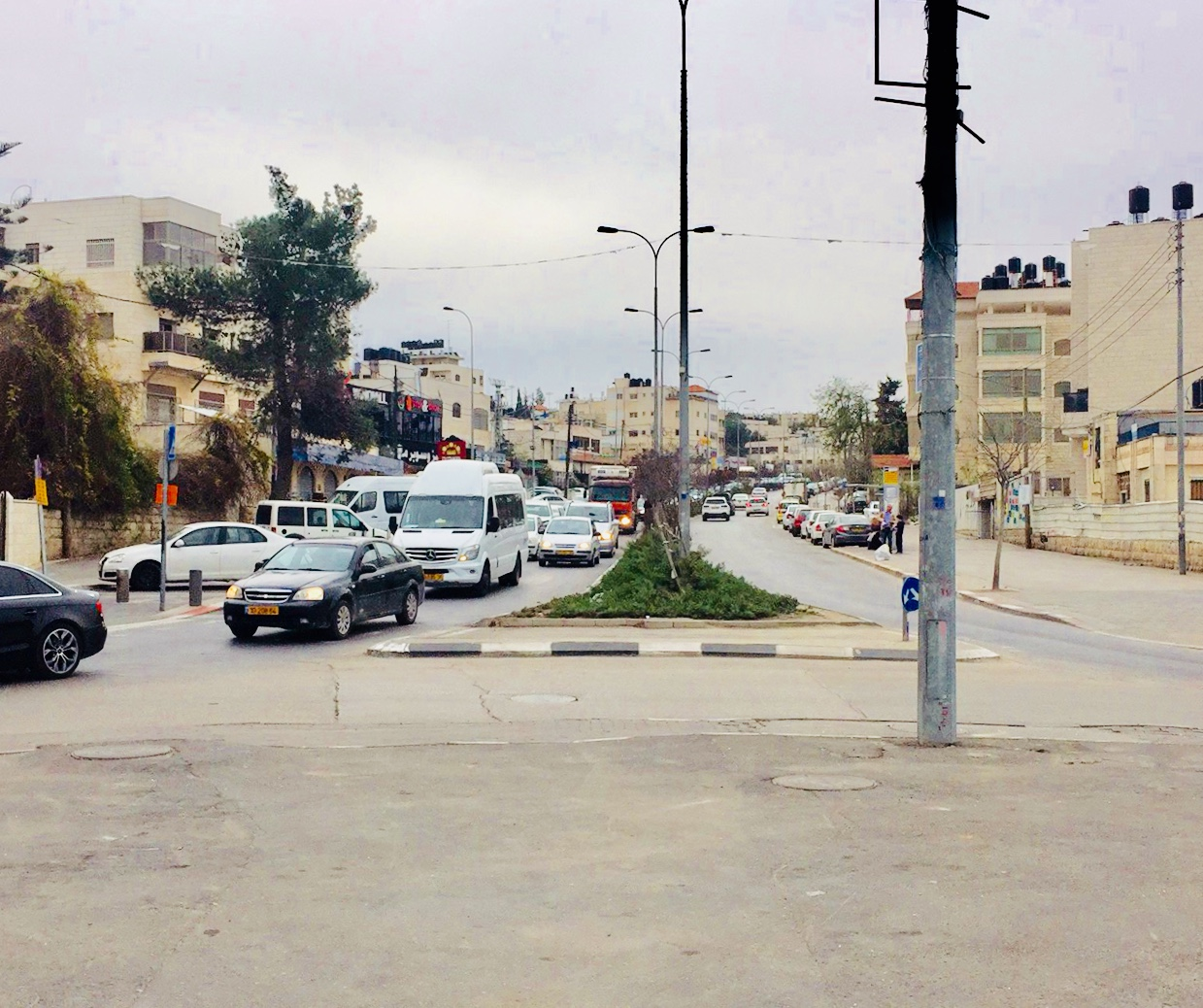
Beit Hanina (2017)

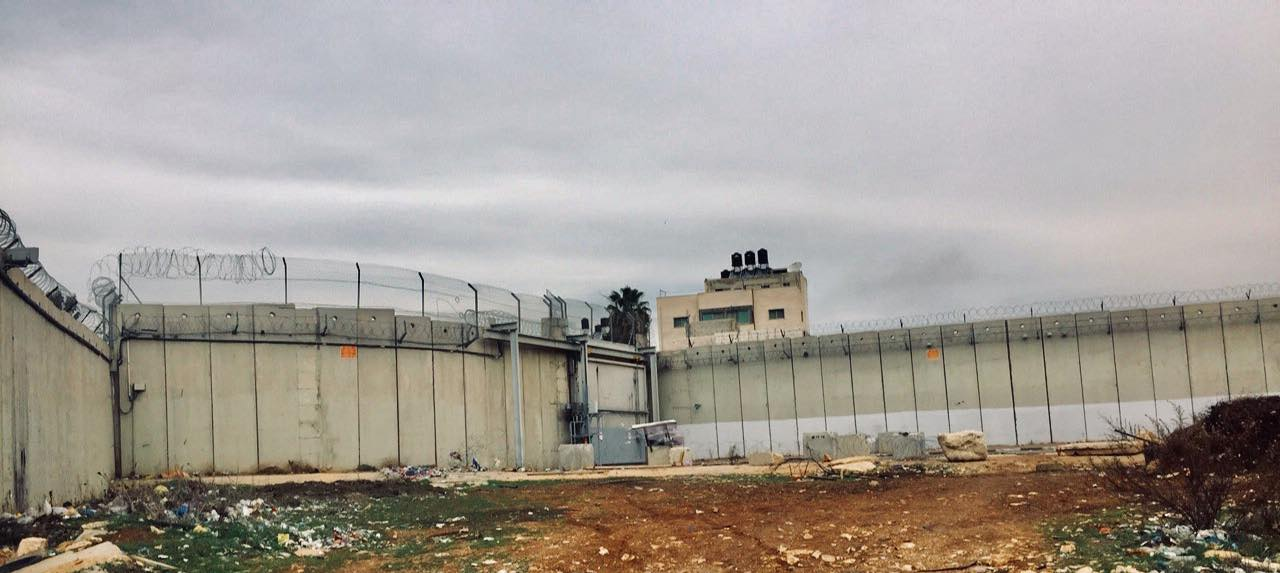
Westbank-Barriere zwischen Beit Hanina und Ramallah (2017)

Beit Hanina, auch Bait Hanina, (hebräisch בית חנינא, arabisch بيت حنينا, DMG Bayt Ḥanīnā) ist eine palästinensische Stadt in Ostjerusalem.

## Überblick
Beit Hanina liegt an der Straße nach Ramallah, acht Kilometer nördlich vom Jerusalemer Zentrum, auf einer Höhe von 780 Metern über dem Meeresspiegel. Beit Hanina grenzt im Osten an Pisgat Ze’ev und Hizma, im Süden an Ramot, Ramat Shlomo und Shuafat, im Westen an Beit Iksa und Nabi Samwil sowie im Norden an Bir Nabala, Al-Jib, Kafr Aqab und Al-Ram.
Beit Hanina ist durch die 8,2 km lange israelische Westbank-Barriere in Al-Jadida (das neue Dorf), das sich in der israelischen Gemeinde Jerusalem (Al-Quds) befindet und die überwiegende Mehrheit der bebauten Fläche des Ortes umfasst, und Al-Balad (das alte Dorf)  unterteilt, das außerhalb der Gemeinde in der West Bank liegt. Die Gesamtfläche von Beit Hanina beträgt 16,3 km². Beit Hanina hat insgesamt 34.840 Einwohner, davon ca. 1.170 Einwohner in Beit Hanina Al-Balad.

## Geschichte
Ursprünglich ein kanaanitisches Dorf, dessen Name entweder „das Haus von jemandem, der Mitleid verdient“ oder „Lager“ bedeutet, führen die Bewohner von Beit Hanina ihre Wurzeln auf den Stamm der Howeitat und andere Beduinenstämme zurück, die aus Ägypten und Ostjordanland eingewandert sind.
Ursprünglich war Beit Hanina ein rein muslimisches Dorf, aber bereits in den 1950er Jahren zogen einige palästinensische Christen nach Beit Hanina. Bis 1961 hatte es eine geschätzte Bevölkerung von 3067 Einwohnern, darunter 332 Christen. 1967 wurde der größte Teil von Beit Hanina von den israelischen Besatzungsbehörden annektiert und fiel unter die Gerichtsbarkeit der israelischen Besatzungsgemeinde. Der kleinere Teil, der als Beit Hanina Al-Balad (das alte Dorf) oder Beit Hanina a-Tahta bezeichnet wird, wurde als Gebiet im Westjordanland angesehen. Dies führte zu einer Situation, in der einige Einwohner von Beit Hanina ihren Wohnsitz in Jerusalem haben, während die anderen palästinensische Ausweise tragen.
Beit Hanina ist ein geschäftiger Handelsplatz mit vielen Geschäften und Büros sowie ein Zentrum für Freizeit-, Handels-, Bildungs- und Gesundheitseinrichtungen für ganz Nordjerusalem, gleichwohl beeinträchtigt durch die Westbank-Barriere.
In Beit Hanina gibt es die katholische St.-Jakob-Kirche, die zur Pfarrei der Jerusalemer Salvatorkirche gehört.